# Mario Valery-Trabucco
Mario Valery-Trabucco (* 19. Februar 1987 in Caracas, Venezuela) ist ein kanadischer Eishockeyspieler, der zuletzt bis zum Ende der Saison 2023/24 bei den Assurancia de Thetford aus der Ligue Nord-Américaine de Hockey (LNAH) unter Vertrag gestanden und dort auf der Position des rechten Flügelstürmers gespielt hat. Zuvor absolvierte Valery-Trabucco unter anderem 90 Spiele für die Augsburger Panther in der Deutschen Eishockey Liga (DEL).

## Karriere

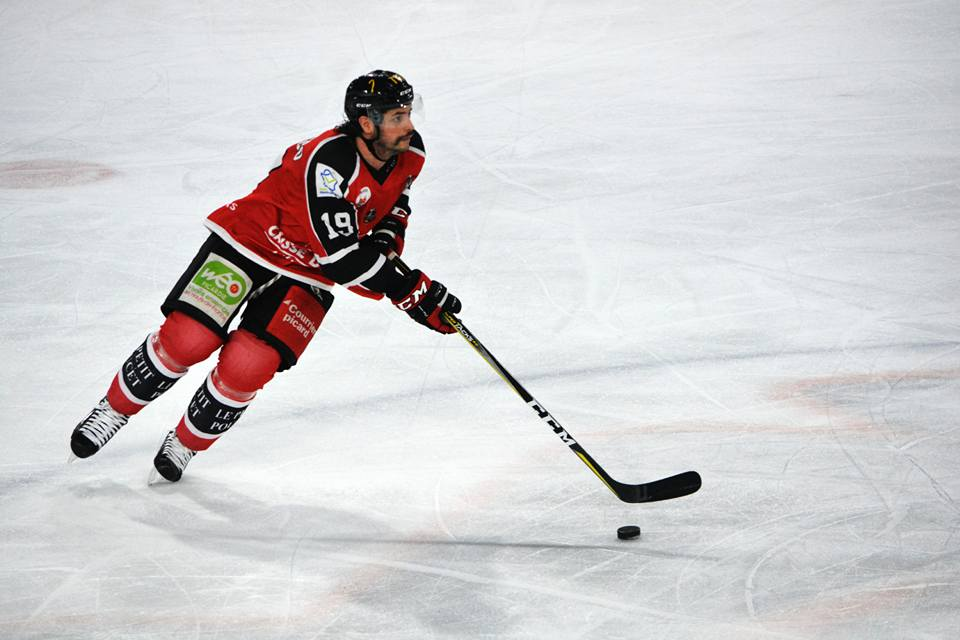
Valery-Trabucco im Trikot der Gothiques d’Amiens (2017)

Mario Valery-Trabucco begann seine Karriere als Eishockeyspieler am Union College, das er von 2006 bis 2010 besuchte, während er parallel für dessen Eishockeymannschaft in der National Collegiate Athletic Association (NCAA)aktiv war. In seinem letzten Collegejahr wurde er in das zweite All-Star Team der Collegeliga ECAC Hockey gewählt. Gegen Ende der Saison 2009/10 gab der Flügelspieler für die Adirondack Phantoms aus der American Hockey League (AHL) sein Debüt im professionellen Eishockey. In zwei Spielen blieb er dabei punktlos und erhielt zwei Strafminuten.
Anschließend erhielt er einen Vertrag beim amtierenden finnischen Meister TPS Turku, mit dem er in der Saisonvorbereitung zunächst an der European Trophy teilnahm. In der Saison 2010/11 erzielte er für die Finnen in der SM-liiga in 57 Spielen 16 Tore und gab drei Vorlagen. Zur Spielzeit 2011/12 wurde Valery-Trabucco von den Augsburger Panthern aus der Deutschen Eishockey Liga (DEL) verpflichtet. Dort war er zwei Spielzeiten aktiv. In der Folge war der Stürmer in zahlreichen europäischen Staaten aktiv, darunter die italienische Serie A und die französische Ligue Magnus, wo er mit den Gothiques d’Amiens im Jahr 2019 die Coupe de France gewann. Ebenso verbrachte der Kanadier eine Saison bei den Starbulls Rosenheim in der DEL2.
Mit Beginn der Saison 2019/20 spielt Valery-Trabucco für die Hannover Scorpions in der drittklassigen Eishockey-Oberliga. Das Ziel in die DEL2 aufzusteigen, verpasste der Verein aber – auch vor dem Hintergrund der COVID-19-Pandemie – jedoch in allen drei Spielzeiten, die der Angreifer zur Mannschaft gehörte. Nach dem abermaligen Scheitern in den Playoffs wechselte er im Frühjahr 2022 zu den CBR Brave in die Australian Ice Hockey League (AIHL). Mit dem Team gewann er am Saisonende die Meisterschaft der Liga. Anschließend pausierte der Stürmer ein Jahr und kehrte währenddessen in sein Heimatland zurück. Die Saison 2023/24 verbrachte Valery-Trabucco bei den Assurancia de Thetford in der semiprofessionellen Ligue Nord-Américaine de Hockey (LNAH).

## Erfolge und Auszeichnungen
- 2010 ECAC Hockey Second All-Star Team
- 2019 Coupe-de-France-Gewinn mit den Gothiques d’Amiens
- 2022 Meister der Australian Ice Hockey League mit den CBR Brave

## Karrierestatistik
Stand: Ende der Saison 2023/24
(Legende zur Spielerstatistik: Sp oder GP = absolvierte Spiele; T oder G = erzielte Tore; V oder A = erzielte Assists; Pkt oder Pts = erzielte Scorerpunkte; SM oder PIM = erhaltene Strafminuten; +/− = Plus/Minus-Bilanz; PP = erzielte Überzahltore; SH = erzielte Unterzahltore; GW = erzielte Siegtore; 1 Play-downs/Relegation; Kursiv: Statistik nicht vollständig)